# Jack Delaney
Jack Delaney, cujo nome de batismo era Ovila Chapdelaine (Saint-François-du-Lac, 18 de março de 1900 - Katonah, 27 de novembro de 1948), foi um pugilista canadense, campeão mundial dos meios-pesados entre 1926 e 1927.

## Biografia
Iniciando sua carreira profissional em 1919, em seus três primeiros anos, Jack Delaney conquistou um título regional e estabeleceu um impressionante cartel de 35 vitórias, 3 derrotas e 1 empate.
Em 1924, após derrotar o promissor Tommy Loughran, Delaney teve seu primeiro embate contra o futuro campeão Paul Berlenbach, em uma luta na qual ambos os lutadores visitaram a lona. Berlenbach derrubou Delaney no segundo assalto, mas no quarto assalto Delaney nocauteou Berlencah duas vezes e terminou com a vitória.
Já no ano seguinte, Delaney obteve duas vitórias por nocaute contra Tiger Flowers e um empate contra Tommy Loughran, antes de tornar a subir ao ringue contra Berlenbach, que àquela altura já havia se tornado o campeão mundial dos meios-pesados.
Nessa segunda luta entre Delaney e Berlenbach, ocorrida no final de 1925, o campeão Berlenbach conseguiu manter seu título, com uma vitória apertada nos pontos. Após ter sofrido uma queda no quarto assalto e de quase ter tornado a cair no sexto e no sétimo, Berlenbach conseguiu se recuperar e foi superior nos seis rounds restantes.
Contudo, apesar de ter deixado escapar o título mundial por muito pouco, Delaney se recuperou com uma sequência de onze vitórias consecutivas nos seis primeiros meses de 1926, incluindo uma vitória sobre o ex-campeão mundial dos meios-pesados Mike McTigue, de quem Berlenbach havia tomado o título.
Dessa forma, em virtude de sua grande performance, ainda em 1926. Delaney conseguiu uma revanche contra Berlenbach. Nessa terceira luta, Delaney começou agredindo Berlenbach, o que culminou em uma queda do campeão no quinto assalto. A partir daquele momento em diante, porém, Delaney não mais buscou o nocaute e, administrando a luta inteligentemente, conseguiu uma vitória inconteste nos pontos, que fez dele o novo campeão mundial dos meios-pesados.
Uma vez campeão dos meios-pesados, Delaney fez uma única defesa de seu título, antes de decidir abdicar de seu cinturão, logo no início de 1927, a fim de subir de categoria para conquistar o título mundial dos pesos-pesados, que à época estava nas mãos de Gene Tunney.
Em sua luta de estreia como peso-pesado, porém, Delaney acabou sofrendo uma inesperada derrota ante Jim Maloney, o que se significou um duro revés nas pretensões de Delaney chegar até topo dos pesos-pesados. Se tivesse vencido Maloney, Delaney teria lutado contra Tunney, em uma luta válida pelo título mundial, mas ao invés disso teve de encarar o campeão europeu dos pesados Paulino Uzcudun.
Delaney obteve uma vitória sobre Uzcudun, mediante uma desqualificação controversa do campeão europeu no sétimo assalto, mas em seguida, foi derrotado por Johnny Risko. Então, finalizando o ano de 1927, Delaney nocauteou seu antigo rival Paul Berlenbach.
Posteriormente, Delaney começou a se afundar no alcoolismo e, apesar de ter consguido três vitórias por nocaute contra pesos-pesados no princípio de 1928, uma derrota para Tom Heeney logo se sucedeu. Não obstante, o prestígio de Delaney garantiu uma luta contra o também postulante ao título mundial Jack Sharkey.
Essa luta contra durou pouco mais de um minuto, ao longo dos quais um aparentemente intoxicado Delaney não desferiu uma golpe sequer contra Sharkey, que após um breve momento de relutância, acabou desferindo o golpe que levou o impotente Delaney ao nocaute.
Após sua luta contra Sharkey, Delaney fez somente mais uma luta em 1928, antes de se afastar dos ringues. Contudo, anos mais tarde, em 1932, Delaney ensaiou um retorno, quando fez suas três últimas lutas na carreira.
Uma vez definitivamente aposentado Delaney trabalhou em bares de Nova Iorque, foi comerciante e também árbitro de lutas de boxe. No entanto, em 1948, vítima de um câncer, Delaney veio a falecer precocemente aos 48 anos de idade
Em 1996, Jack Delaney foi incluído na galeria dos maiores boxeadores da história, que hoje têm seus nomes imortalizados no International Boxing Hall of Fame.